# 黎龍鏡
黎龙镜（？—1005年），大行皇帝黎桓第9子，获封中国王，镇守干沱和末连县，曾在1005年两度造反，勾结御北王黎龙釿并投靠其据地扶兰寨，御蛮王黎龙钉造反，御北王黎龙釿后将他杀死，并投降黎龙铤。